# Список пошукових систем
Це перелік пошукових систем, де названі відомі веб-пошукові системи, пошукові системи на основі вибору, мета-пошукові системи, інструменти пошуку на робочому столі, та вебпортали і вебсайти з вертикальним ринком, які мають інструменти пошуку веббаз даних.

## За змістом / темою

### Загальні
| Ім'я             | Мова        | Alexa глобальний рейтинг |
| ---------------- | ----------- | ------------------------ |
| Пошук AOL *      | Багатомовна | 318 †                    |
| Ask.com **       | Багатомовна | 173                      |
| Байду            | Китайська   | 4                        |
| Бінг             | Багатомовна | 47                       |
| Dogpile ***      | Англійська  | 10 603                   |
| DuckDuckGo *     | Багатомовна | 214                      |
| Ecosia *         | Багатомовна | 700                      |
| Exalead          | Багатомовна | 116 560                  |
| Excite *         | Багатомовна | 15 098 †                 |
| Гігабласт        | Англійська  | 135 070                  |
| Google           | Багатомовна | 1                        |
| HotBot *         | Англійська  | 298 374                  |
| Lycos            | Багатомовна | 36 396                   |
| MetaCrawler ***  | Англійська  | 19 168                   |
| Mojeek           | Багатомовна | 148 996                  |
| Qwant *          | Багатомовна | 2158                     |
| Рамблер          | Російська   | 236                      |
| Searx ***        | Багатомовна | 93 323                   |
| Sogou            | Китайська   | 162                      |
| Soso             | Китайська   | 96                       |
| Startpage.com ** | Англійська  | 1946                     |
| Swisscows *      | Багатомовна | 232 931                  |
| WebCrawler *     | Англійська  | 4 264                    |
| Yahoo! *         | Багатомовна | 7 †                      |
| Яндекс           | Багатомовна | 1 060                    |
| Yippy ***        | Англійська  | 137 607                  |
| Youdao           | Китайська   | 260                      |

* Працює на Bing
** Працює від Google
*** Метавипробування двигуна
† Основний вебсайт — це портал

#### На основі

##### За матеріалами Ask.com (раніше)
- iWon
- Lycos
- Teoma

##### На основі Бінга
- A9.com
- AOL, з 2015 року
- Alexa Internet
- Ciao!
- Ecosia
- Егерін
- Пошук у Facebook, до 2014 року
- HotBot
- Пані Дьюї
- WebCrawler

##### За матеріалами Google
- Пошук AOL, до 2015 року
- БОЛ
- Groovle
- Пошук у MySpace
- Mystery Seeker
- Netscape
- Ripple (charitable organisation)
- Startpage.com

##### На основі Yahoo!
- Екохо
- Forestle (екологічно мотивований сайт, що підтримує стійкі дощові ліси — раніше базувався на Google)
- Rectifi

#### Мобільний / портативний
- Локальна пошукова система Taganode
- Taptu: мобільний таптуальний пошук

#### Географічно обмежена сфера застосування
| Ім'я         | Мова                              | Країна                                   |
| ------------ | --------------------------------- | ---------------------------------------- |
| META         | Українська, російська, Англійська | Україна                                  |
| Акокона      | Китайська, англійська             | Китай, США                               |
| Біглобе      | Японська                          | Японія                                   |
| Даум         | Корейська                         | Корея                                    |
| Егерін       | Курдський                         | Курдистан                                |
| Вогняна куля | Німецька, англійська              | Німеччина                                |
| Гоо          | Японська мова                     | Японія                                   |
| Leit.is      |                                   | Ісландія                                 |
| Maktoob      |                                   | Арабський світ                           |
| Шахтар.hu    |                                   | Угорщина                                 |
| Найді.сі     |                                   | Словенія                                 |
| Навер        | Корейська                         | Корея                                    |
| Піпіліка     |                                   | Бангладеш                                |
| Рамблер      |                                   | Росія                                    |
| Редіфф       |                                   | Індія                                    |
| САПО         |                                   | Португалія, Ангола, Кабо-Верде, Мозамбік |
| Пошук.ch     |                                   | Швейцарія                                |
| Сезам        |                                   | Норвегія, Швеція                         |
| Список       |                                   | Чехія                                    |
| Валла!       |                                   | Ізраїль                                  |
| Яндекс       |                                   | Росія, Туреччина, Білорусь, Казахстан    |
| ZipLocal     |                                   | Канада, США                              |

### Бухгалтерський облік
- IFACnet

### Бізнес
- Bailaho.de
- Business.com
- GenieKnows (США та Канада)
- GlobalSpec
- Nexis (Lexis Nexis)
- Thomasnet (США)

### Комп'ютери
- Shodan (вебсайт)

### Темна павутина
- Ахмія
- Grams (search)
- TorSearch

### Освіта
Загальне:
- Чегг
- SkilledUp

Тільки навчальні матеріали:
- BASE (search engine)
- ChemRefer
- CiteULike
- Google Scholar
- Бібліотека Конгресу

### Підприємство
- Apache Solr
- Функція зворотного переходу: пошук пошуку
- Jumper 2.0: Універсальний пошук на базі закладки Enterprise
- Корпорація Oracle: безпечний пошук підприємств 10г
- Q-Sensei: Q-Sensei Enterprise
- SimilarWeb[27]
- Swiftype: Швидкий пошук
- TeraText: Люкс TeraText

### Події
- Тікекс (США, Велика Британія)
- TickX (Велика Британія, Ірландія, Іспанія, Нідерланди)

### Їжа / рецепти
- RecipeBridge: вертикальна пошукова система рецептів
- Yummly: семантичний пошук рецептів

### Генеалогія
- Mocavo.com: пошукова система сімейної історії

### Робота
- Adzuna (Велика Британія)
- CareerBuilder (США)
- Craigslist (за містами)
- Dice.com (США)
- Glassdoor (США)
- Дійсно (США)
- JobStreet.com (Південно-Східна Азія, Японія та Індія)
- Monster.com (США), (Індія)
- Naukri.com (Індія)
- Rozee.pk (Пакистан)
- Yahoo! HotJobs (Піддомени в країні, міжнародні)

### Юридичні
- Google Scholar
- Лексис (Lexis Nexis)
- Quicklaw
- WestLaw

### Медичні
- Bing Health
- Bioinformatic Harvester
- CiteAb (пошукова система антитіл для медичних дослідників)
- EB-eye пошуку EMBL-EBI в
- Entrez (включає Pubmed)
- GenieKnows
- Хелія
- Healthline
- Nextbio (пошукова система життя)
- PubGene
- Quertle (семантичний пошук біомедичної літератури)
- Searchmedica
- WebMD

### Новини
- Новини Bing
- Новини Google
- Newslookup
- Nexis (Lexis Nexis)
- Yahoo! Новини

### Люди
- FindFace
- PeekYou
- Спокео
- Zabasearch.com
- ZoomInfo

### Нерухомість / власність
- HotPads.com
- Realtor.com
- Редфін
- Правий рух
- StuRents.com
- Трулія
- Zillow
- Зоопла

### Телебачення
- Телевізійний геній

### Відео ігри
- Wazap!

## За типом даних
Пошукові системи, присвячені конкретному типу інформації

### Карти
- Bing Maps
- Géoportail
- Карти Гугл
- MapQuest
- Карти Nokia
- OpenStreetMap
- Карти Tencent
- Wikiloc
- WikiMapia
- Yahoo! Карти
- Карти Яндекс

### Мультимедіа
- Bing Відео
- RhythmOne
- FindSounds
- Google Video
- Munaxc PlayAudioVideo
- Picsearch
- Pixsta
- Podscope
- SeeqPod
- Songza
- Tencent Videot
- TinEye
- TV Genius
- Veveo
- Yahoo! Screen

### Ціна
- Покупки Bing
- Покупки Google (раніше пошук продуктів Google і Froogle[28])
- Келько
- MySimon
- ЦінаGrabber
- PriceRunner
- ЦінаSCAN
- Pronto.com
- Shopping.com
- Shopzilla
- SwoopThat.com
- TheFind.com
- TickX

### Вихідний код
- Пошук у коді Google
- Кодери
- Кругле

### BitTorrent
Ці пошукові системи працюють через протокол BitTorrent.
- BTDigg
- Ізохунт
- Мінінова
- Піратська бухта
- TorrentSpy
- Торренц

### Блог
- Аматому
- Блоги
- IceRocket
- Монакс
- Регатор
- Технорати

### Електронна пошта
- TEK

### Форум
- Omgili

### Питання та відповідь

#### Відповіді людини
- Answers.com
- eHow
- Квора
- Переповнення стека / мережа обміну стеками
- Uclue
- wikiHow
- Yahoo! Відповіді

#### Автоматичні відповіді
- Запитайте зараз
- BrainBoost
- Справжні знання
- WolframAlpha

## За моделлю

### Пошук приладів
- Fabasoft
- Пошуковий пристрій Google — припинено
- Монакс
- Searchdaimon
- Громовий камінь

### Настільні пошукові системи
Настільні пошукові системи, перелічені на світло-фіолетовому фоні, розвиваються не активно.
| Name                    | Platform                                   | Remarks | License                                                   |
| ----------------------- | ------------------------------------------ | --- | --------------------------------------------------------- |
| Autonomy                | Windows                                    | IDOL Enterprise Desktop Search, HP Autonomy Universal Search. | власницька                                                |
| Beagle                  | Linux                                      | Інструмент пошуку з відкритим кодом для робочого столу для Linux на основі Lucene.. Unmaintained since 2009. | A mix of the X11/MIT License and the Apache License       |
| Copernic Desktop Search | Windows                                    | Основна програма пошуку на робочому столі. Повна версія пробної версії після пробного періоду автоматично поновлюється до безкоштовної версії, яка (до 2018 року) обмежується індексуванням максимум 10 000 файлів. | власницька                                                |
| DocFetcher              | Cross-platform                             | Інструмент пошуку з відкритим кодом на робочому столі для Windows та Linux, заснований на Apache Lucene | Eclipse Public License                                    |
| dtSearch Desktop        | Windows                                    | | власницька                                                |
| Everything              | Windows                                    | Знайдіть файли та папки за назвою миттєво на томах NTFS | Freeware                                                  |
| GNOME Storage           | Linux                                      | Інструмент пошуку з відкритим кодом для робочого столу для Unix / Linux | GPL                                                       |
| Google Desktop          | Linux, Mac OS X, Windows                   | Інтегрується з основною сторінкою пошукової системи Google. 5.9 Випуск підтримує системи x64. Станом на 14 вересня 2011 року компанія Google припинила використання цього продукту.                                 | Freeware                                                  |
| ISYS Search Software    | Windows                                    | ISYS: програмне забезпечення для пошуку на робочому столі. | власницька                                                |
| Locate32                | Windows                                    | Графічний порт локації та оновлення Unix | BSD License                                               |
| Lookeen                 | Windows                                    | Настільний пошук продукту з плагіном Outlook та обмеженою підтримкою інших форматів через IFilters використовує пошукову систему Lucene.                                                                            | власницька                                                |
| Nepomuk                 | Linux                                      | Семантичний інструмент пошуку з відкритим кодом для Linux. Його було замінено Baloo у програмах KDE від випуску 4.13.                                                                                               | License SA 3.0 and the GNU Free Documentation License 1.2 |
| Recoll                  | Linux, Unix, Windows, macOS                | Інструмент пошуку з відкритим кодом для робочого столу для Unix / Linux | GPL                                                       |
| Spotlight               | macOS                                      | Знайдено в Apple Mac OS X «Тигр» та пізніших випусках OS X. | власницька                                                |
| Strigi                  | Linux, Unix, Solaris, Mac OS X and Windows | Кросплатформна пошукова система з відкритим кодом | LGPL v2                                                   |
| Terrier Search Engine   | Linux, Mac OS X, Unix                      | Пошук на робочому столі для Windows, Mac OS X (Tiger), Unix / Linux. | MPL v1.1                                                  |
| Tracker                 | Linux, Unix                                | Інструмент пошуку з відкритим кодом для робочого столу для Unix / Linux | GPL v2                                                    |
| Tropes Zoom             | Windows                                    | Семантична пошукова система (більше не доступна) | Freeware and commercial                                   |
| Unity Dash              | Linux                                      | Частина робочого столу Ubuntu | GPL v3, LGPL v2.1                                         |
| Windows Search          | Windows                                    | Частина ОС Windows Vista та новіших ОС. Доступний як пошук на робочому столі Windows для Windows XP та Server 2003. Не підтримує індексацію UNC-шляхів у системах x64.                                              | власницька                                                |
| X1 Desktop Search       | Windows                                    | Основний продукт пошуку на робочому столі, а також пошук на робочому столі Copernic. | власницька                                                |

### Дитячі безпечні пошукові системи
- Kiddle
- KidRex
- KidzSearch

### Метапошукова система
| Ім'я                                     | Мова         |
| ---------------------------------------- | ------------ |
| Собака                                   | Англійська   |
| Хвилюйтесь                               | Англійська   |
| Info.com                                 | Англійська   |
| Kayak.com                                | Багатомовний |
| Mamma.com                                |              |
| Metacrawler                              | Англійська   |
| Мобіссімо                                | Багатомовний |
| Otalo.com                                | Англійська   |
| Пошук і виграш у посереднику видавництва |              |
| Searx                                    | Багатомовний |
| Skyscanner                               | Багатомовний |
| Yippy (раніше Clussty)                   | Англійська   |

### Природна мова
- Запитайте
- Bing (семантична здатність працює від Powerset)
- Lexxe

### Пошукові системи з відкритим кодом
- Isearch
- Lemur Toolkit & пошукова система Indri
- Люцена
- mnoGoSearch
- Nutch
- Recoll
- Searchdaimon
- Searx
- Seeks
- Сфінкс
- SWISH-E
- Terrier Search Engine
- Xapian
- YaCy
- Zettair

#### Вебпошукова система
- Gigablast
- Grub

#### Пошук на підприємстві
- Apache Solr
- Elasticsearch[39]

### Пошукові системи P2P
| Ім'я                                        | Мова         |
| ------------------------------------------- | ------------ |
| FAROO                                       | Англійська   |
| Шукає (відкритий код)                       | Англійська   |
| YaCy (вільний і повністю децентралізований) | Багатомовний |

### Пошукові системи конфіденційності
- DuckDuckGo
- HotBot
- MetaGer
- Mojeek
- Qwant
- Searx
- Startpage.com
- Swisscows

### Соціальна та екологічна спрямованість
- Екосія

### Двигуни семантичного перегляду
| Ім'я    | Опис                                                                | Спеціальність           |
| ------- | ------------------------------------------------------------------- | ----------------------- |
| Еві     | Спеціалізується на базі знань та семантичному пошуку                | двигун відповідей       |
| Swoogle | Пошук у понад 10 000 онтологій                                      | Семантичні вебдокументи |
| Єбол    | неіснуюча                                                           | неіснуюча               |
| Yummly  | Семантичний пошук в Інтернеті для їжі, приготування їжі та рецептів | пов'язані з їжею        |

### Соціальні пошукові системи
- Пошук ChaCha
- Дельвер
- Еврикстер
- Пошук у Facebook
- Mahalo.com
- Ролльо
- SearchTeam
- Sproose
- Трехі

### Usenet
- Групи Google (раніше Deja News)

### Візуальні пошукові системи
- FindFace
- Groxis
- Macroglossa Visual Search
- Pixsta
- TinEye
- Viewzi

## Неіснуючі або придбані пошукові системи
- AlltheWeb (придбаний Yahoo!)
- AltaVista (придбаний Yahoo! у 2003 році, закритий у 2013 році)
- Bixee.com (Індія) (придбано Ibibo)
- Blekko (придбаний IBM у 2015 році для використання у продуктах на базі Уотсона)[40]
- BlogScope (придбано Marketwire)
- Brainboost (публічний двигун більше не існує, придбаний Answers, Inc.)
- BRS / Пошук (зараз OpenText Livelink ECM Server Discovery)
- Btjunkie
- Cuil (публічний двигун більше не існує, придбаний Google Inc)
- DeepPeep
- Технології прямого хіту (придбані Ask Jeeves у січні 2000 року)
- Getit Infoservices Private Limited
- Google Answers
- GoPubMed (на основі знань: GO — GeneOntology та MeSH — заголовки медичних предметів) (двигун більше не існує)
- хакіа (більше не існує)
- IBM STAIRS
- Infoseek (придбано компанією Walt Disney)
- Inktomi
- Карто
- LeapFish (публічний двигун більше не існує)
- Лотос Магеллан
- MetaLib (публічний двигун більше не існує)
- mozDex (більше не існує)
- Монакс (більше не існує)
- Пошук безлічі (більше не існує)
- Overture.com (раніше GoTo.com, тепер Yahoo! Пошуковий маркетинг)
- PubSub
- RetrievalWare (набувається шляхом Швидкого пошуку та передачі, а тепер належить Microsoft)
- Scroogle (Google Scraper)
- Співоча риба (придбана AOL)
- Speechbot
- Сфера (придбана AOL)
- Tafiti (замінено Microsoft Bing)
- Волунія[41]
- Пошук Wikia (не існує)
- WiseNut
- World Wide Web Worm